# Stratoclès
Stratoclès, fils d'Euthydème de Diomée (grec ancien : Στρατοκλῆς Εὐθυδήμου Διομεεὺς), était un homme politique athénien des IIIe et IVe siècles avant J.-C. Il était membre d'une famille du dème de Diomée. Il est considéré comme l'un des auteurs les plus prolifiques de décrets inscrits (épigraphiques) de l'histoire athénienne (environ 26 décrets conservés).
Il a compilé les informations existantes sur la connaissance des tactiques faites à l'époque d'Homère.
En 293 av. J.-C., le roi macédonien Démétrios Ier établit un gouvernement de coalition (sous forme d'une oligarchique) dont prirent part Stratoclès, l'archonte aristocratique Philippidès de Péanie et le chef militaire Olympiordoros. Stratoclès émit un décret en l'honneur de Philippidès de Péanie en 294/293 av. J.-C,.